# Wilsthorpe (Lincolnshire)
Wilsthorpe – wieś w Anglii, w hrabstwie Lincolnshire. Leży 59 km na południe od Lincoln i 135 km na północ od Londynu.